# Giac-meester

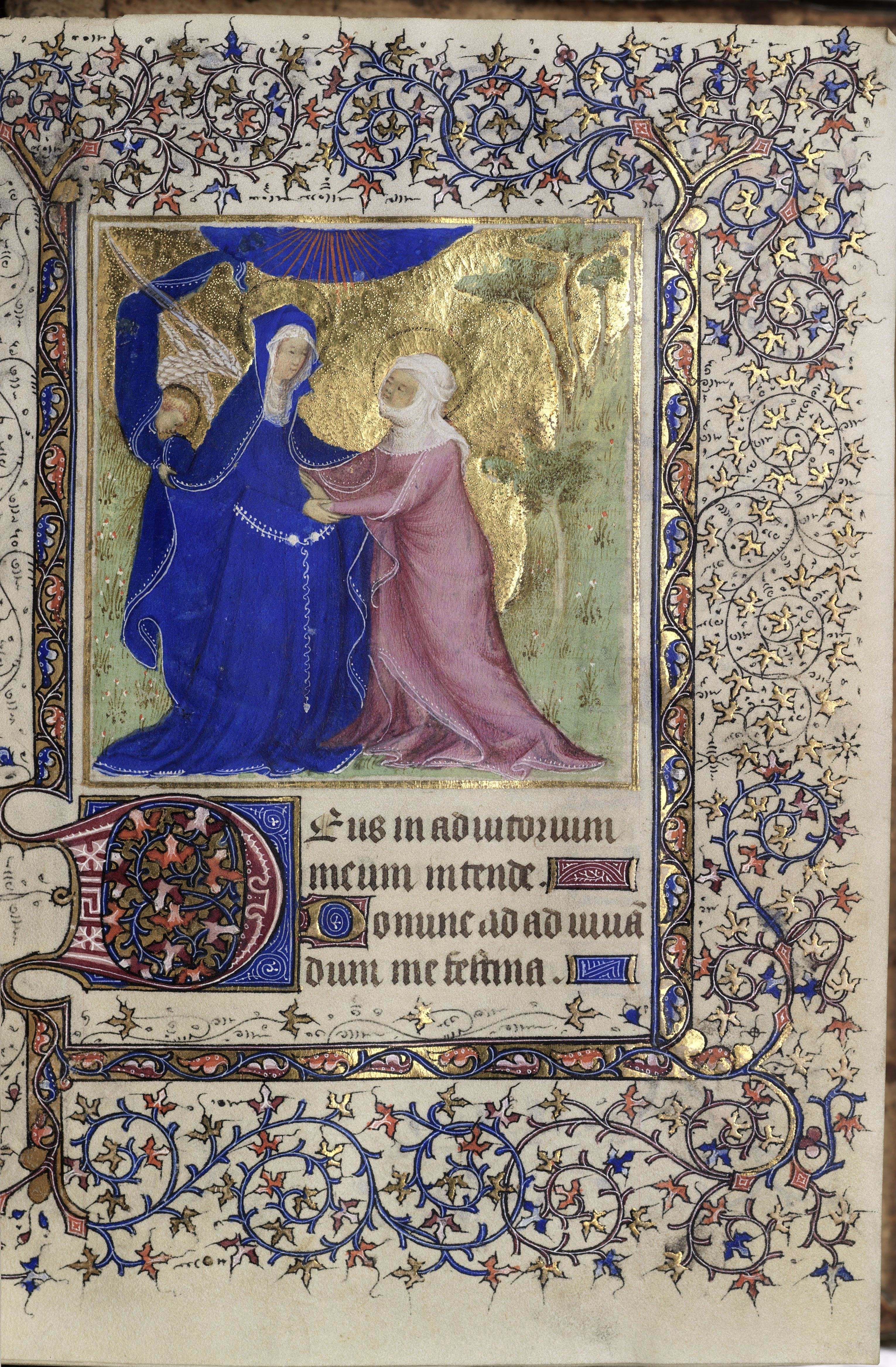
Giac-getijden, Maria-visitatie, Royal Ontario Museum in Toronto, MS 997.158.14

De Giac-meester is de noodnaam voor een miniaturist die actief was tussen 1410 en 1440 in Parijs. Hij kreeg zijn noodnaam van Inès Villela-Petit naar een getijdenboek dat hij verluchtte voor Jeanne de Peschin, weduwe Giac, dat nu bewaard wordt in het Royal Ontario Museum in Toronto met als signatuur, MS 997.158.14. De Giac-meester was afkomstig van Troyes in de Champagne, waar hij zich vestigde als miniaturist en voor de lokale bevolking werkte. Anderen zeggen dat hij afkomstig was uit Avignon of de Auvergne.
Tussen 1415 en 1420 trok hij naar Parijs en later vestigde hij zich in Anjou. Hij werkte samen met de Boucicaut-meester en met de Bedford-meester en tegen het einde van zijn carrière met de Rohan-meester maar de meest nauwe samenwerking was met de Boëthius-meester. Met die laatste werkte hij aan de illustratie van diverse (meer dan twaalf) exemplaren van de Kroniek van Froissart die werden gemaakt op initiatief van de boekhandelaar Pierre de Lifol, de Giac-meester nam er daarvan acht voor zijn rekening. Uit het afgeleverde werk blijkt duidelijk dat er sprake was van samenwerking tussen twee onafhankelijke meesters, die geen deel uitmaakten van een atelier.
Naast de Froissarts werkten ze nog samen aan zes andere manuscripten:
- Twee Facta et dicta memorabilia van Valerius Maximus  (BnF, fr. 20320 en Oxford, Bodleian Library, Ms. Douce MSS 202-203),
- Een De proprietatibus rerum van Bartholomaeus Anglicus in een Franse vertaling (Livre des proprietés des choses) door Jean Corbichon (BnF, fr. 22531),
- Twee historiebijbels van Petrus Comestor in een Franse vertaling van Guyart Des Moulins (BnF, fr. 3-4 en fr. 15393-15394)
- Een Traité des vices et des vertus van Jacques le Grand gemaakt voor de abdij van Saint Victor in Parijs (BnF, lat. 14245).

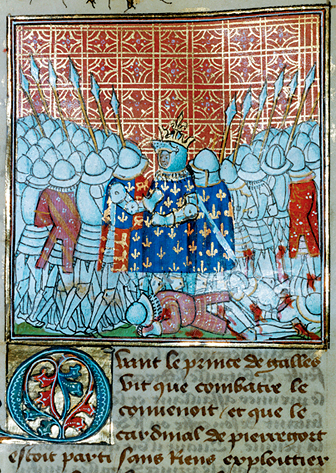
Gevangenname van Jan II van Frankrijk, Besançon, Bibliothèque Municipale, mss 864-865

De Giac-meester was een productief man, in totaal zijn er meer dan 40 werken aan hem toegeschreven, waaronder een twintigtal getijdenboeken. Hiervan zijn er ongeveer evenveel voor gebruik in Troyes als voor gebruik in Parijs.
De meester zou zijn carrière beëindigd hebben in Anjou in dienst van Yolande van Aragón van ca.1425-1435. In die periode zou hij meegewerkt hebben aan de Grote Rohan-getijden waarin hij de kalender, de evangelistenportretten en een kruisiging zou geschilderd hebben. Het getijdenboek van Isabella Stuart (origineel gemaakt voor Yolande van Aragón) was zijn ontwerp en hij schilderde een groot aantal miniaturen in dit werk.

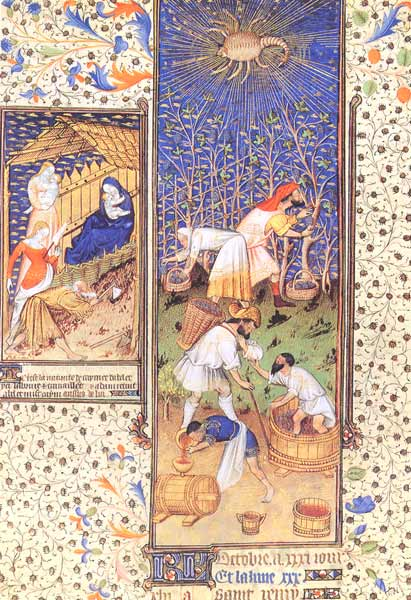
Rohan-getijden, miniaturen van de maand oktober uit de kalender

## Stijlkenmerken
Vroeger dacht men dat de Giac-meester de jonge de Rohan-meester was. Nu is men het erover eens dat hij een van de eersten was die in de Rohan-stijl werkte. De Rohan-meester was misschien zijn leerling. Zijn vroege stijl wordt gekenmerkt door een verfijnde elegantie en de rijkelijke decoratie, maar hij is erg zwak in het afbeelden van correcte ruimtelijke verhoudingen. Hij gebruikt meubels in het interieur en architecturale elementen om driedimensionale effecten te creëren maar zijn tegelvloeren slagen er niet in de diepte weer te geven. Hij schilderde verlengde figuren met afhangende schouders en een rond poppenhoofd zonder uitgesproken gelaatskenmerken, die gehuld zijn in vloeiende gewaden. Deze meester gebruikte extensieve ondertekening voor zijn miniaturen, die echter dikwijls niet precies gevolgd werd bij het schilderen.
Door zijn contacten met belangrijke miniaturisten in Parijs leerde hij ook hun werk en de innovatieve aspecten ervan kennen. Hij ging dan ook experimenteren met atmosferisch perspectief, rotspartijen in de voorgrond en gebouwen die schuin op het beeldvlak werden geplaatst.